# 富貴車站 (日本)
富貴車站（日语：／ Fuki eki */?）是一由名古屋鐵道（名鐵）所經營的鐵路車站，位於日本愛知縣知多郡武豐町，是名鐵所屬的兩條鐵路線——河和線與知多新線——的交會車站。在富貴車站往隔鄰的上野間方向約3公里處，可以見到兩條鐵路線的實際分歧點、別曾池號誌站（別曽池信号場）。

## 車站結構
島式月台1面、對向式1面的3線月台的地面車站，配置終日站員。

### 月台配置
| 月台 | 路線     | 方向 | 目的地                 | 備註                 |
| ---- | -------- | ---- | ---------------------- | -------------------- |
| 1    | 河和線   | 下行 | 往河和                 | 河和線太田川方向開抵 |
| 1    | 知多新線 | -    | 往內海                 | 河和線太田川方向開抵 |
| 2    | 河和線   | 上行 | 名古屋、岐阜、犬山方向 | 河和線河和方向開抵   |
| 2    | 河和線   | 下行 | 往河和                 | 此站折返             |
| 3    | 河和線   | 上行 | 名古屋、岐阜、犬山方向 | 知多新線內海方向開抵 |
| 3    | 知多新線 | -    | 往內海                 | 此站折返             |

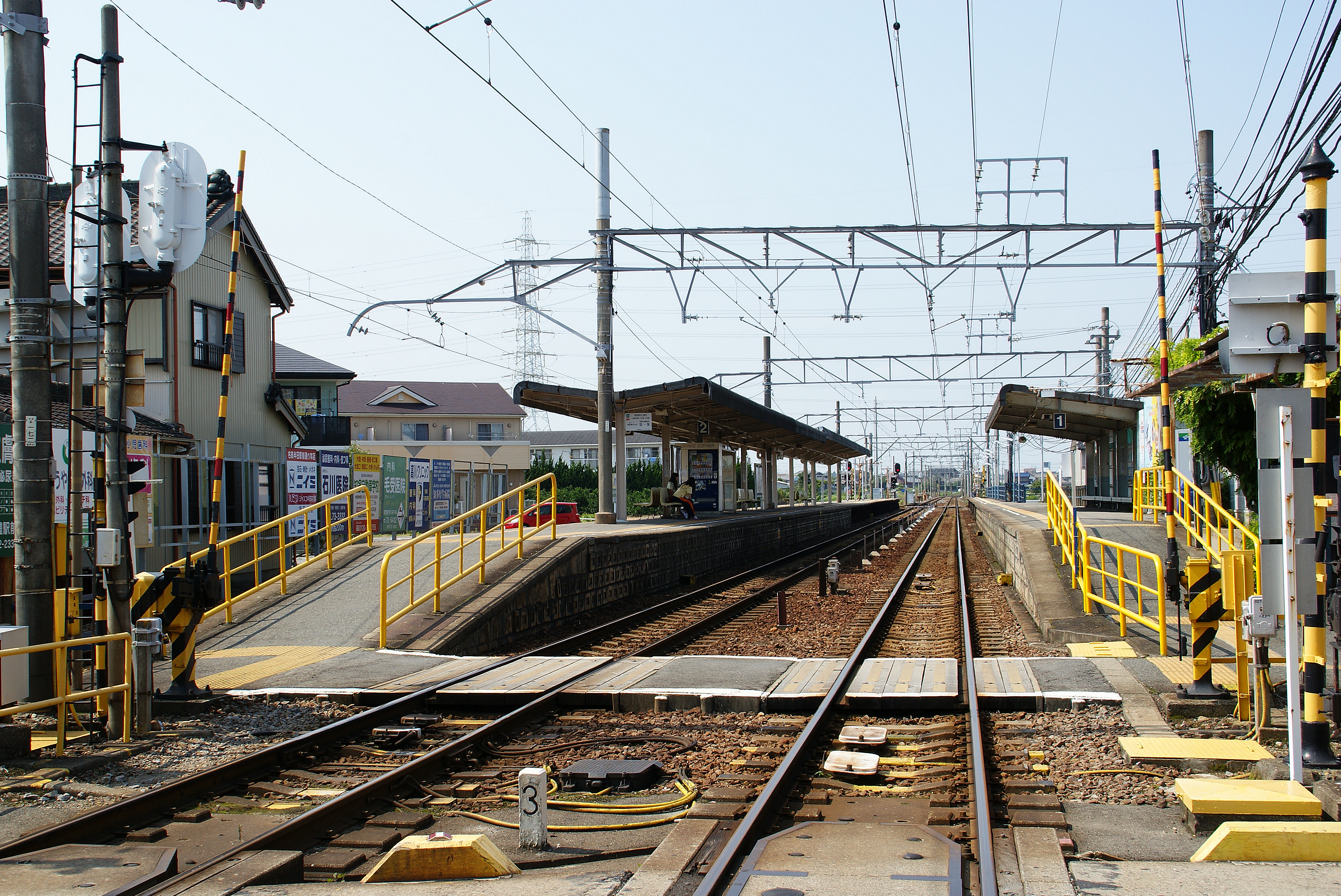
構內全景
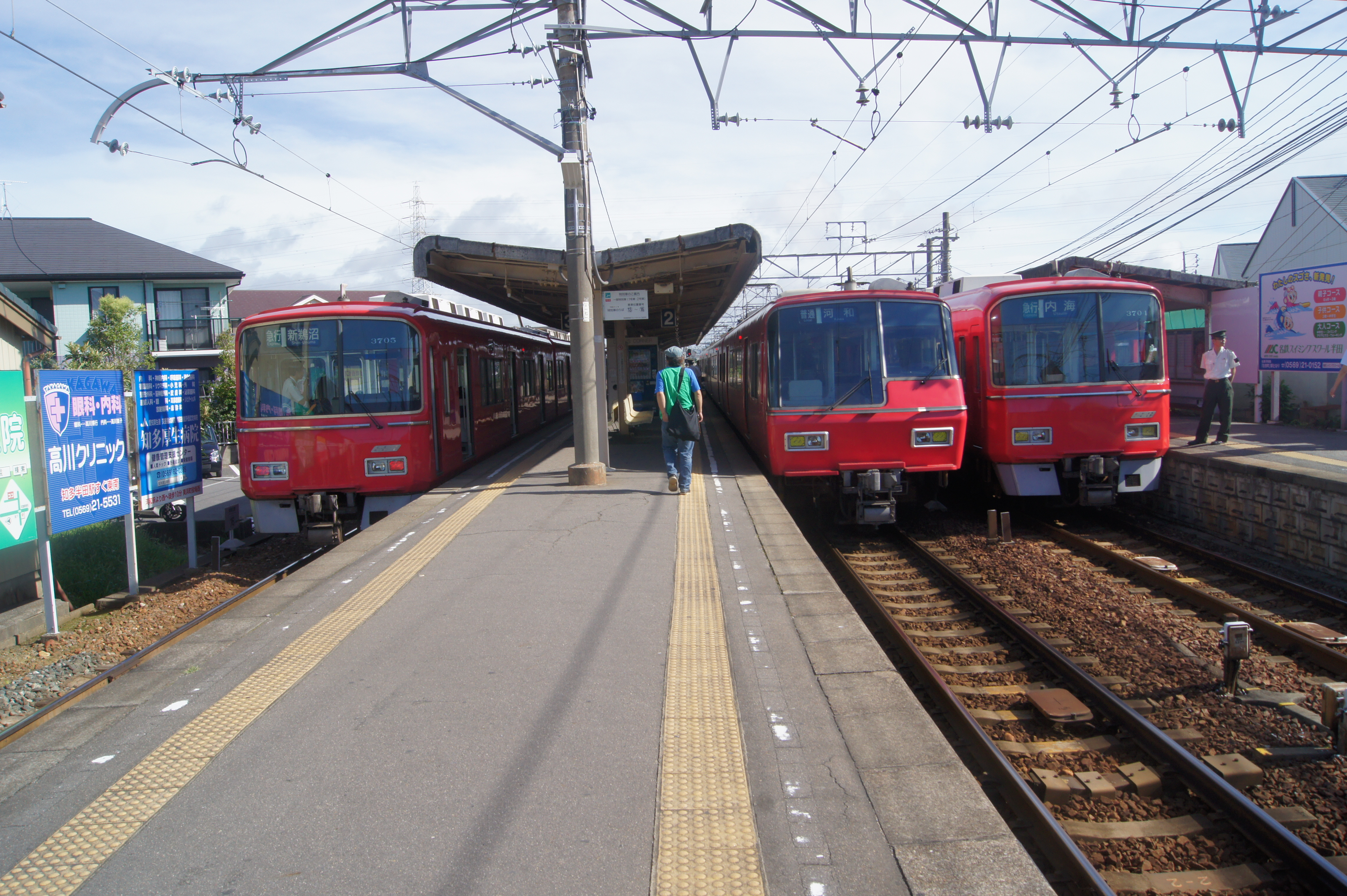
停車中列車樣子。1號月台往內海，2號月台往河和，3號月台往新鵜沼入線。
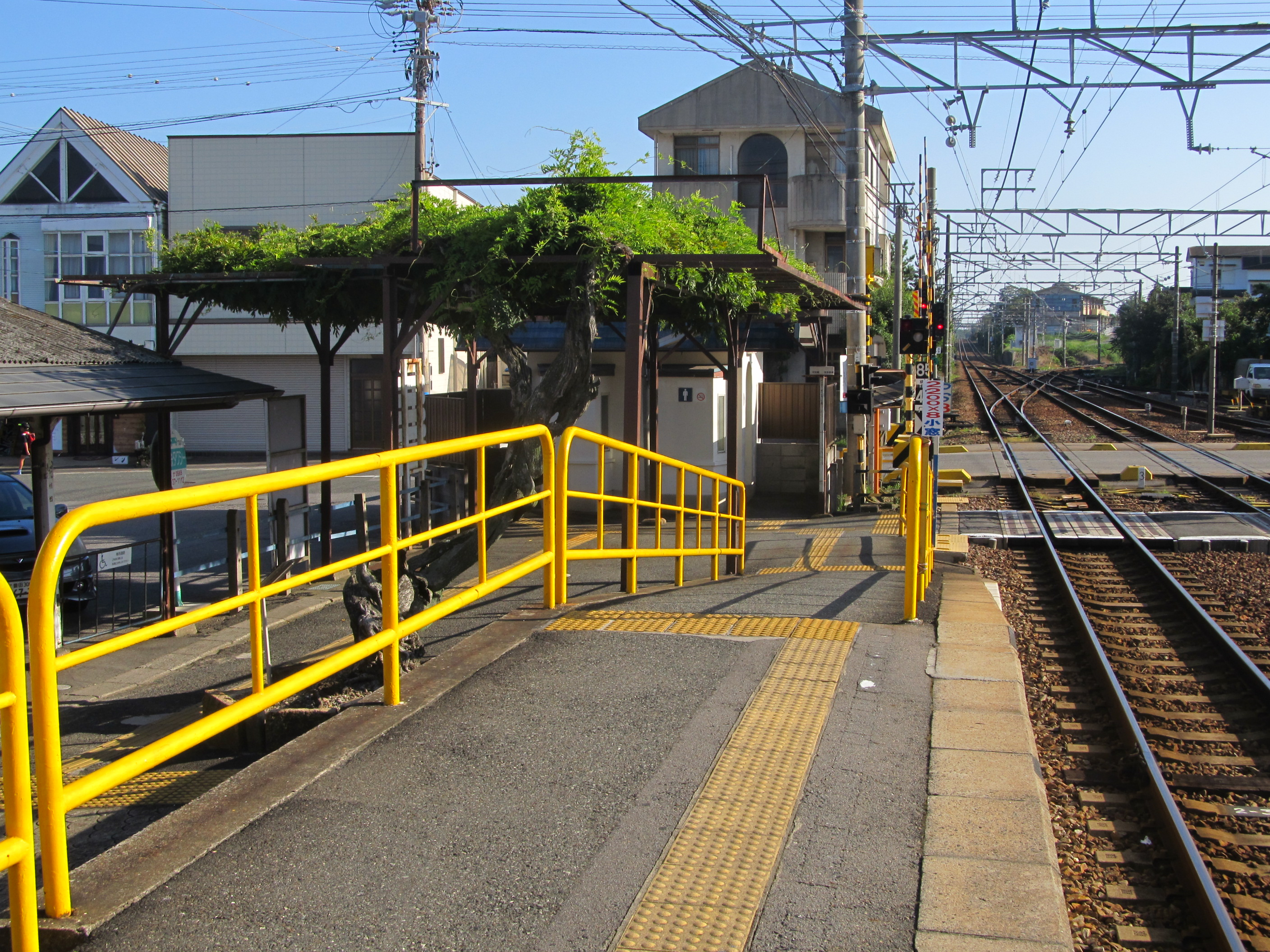
構內的藤棚獲選定為「武豐町町內名木選」。
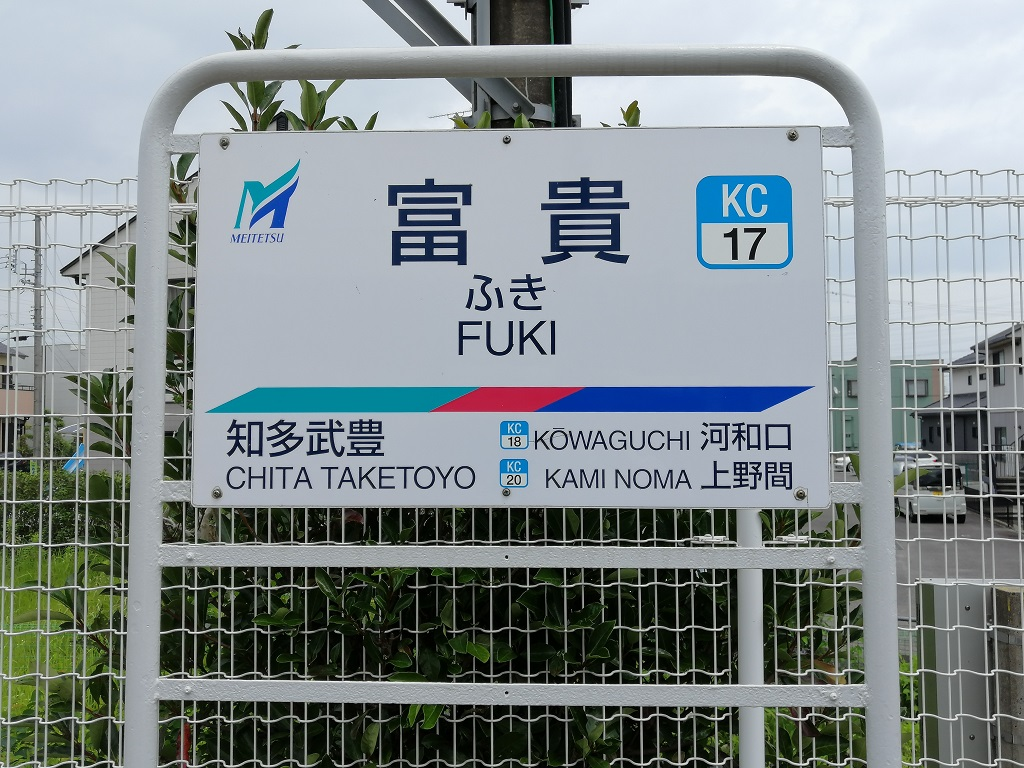
站名牌
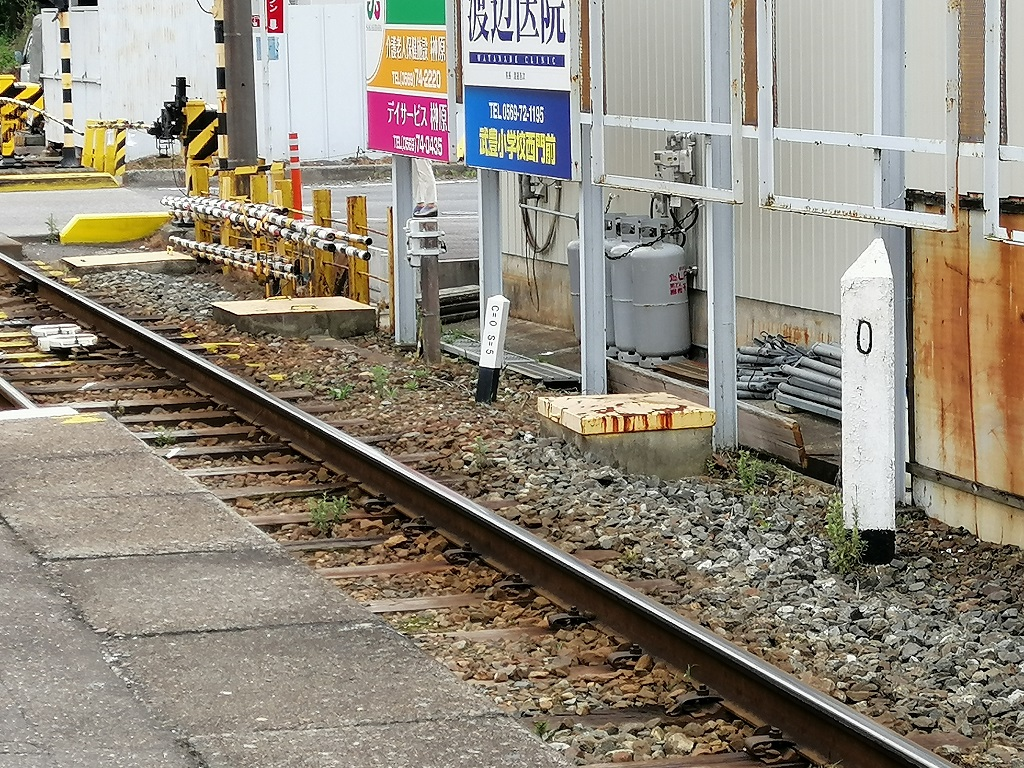
知多新線的0公里標誌

### 配線圖
| ← 名古屋、岐阜、 犬山方向      | 名古屋鐵道 富貴站 構內配線略圖 | → 河和方向 |
|                                | ↓ 內海方向                     |            |
| 图例 参考文献： 2008年11月現在 |                                |            |

## 相鄰車站
名古屋鐵道
 河和線
■特急、□快速急行、■急行、■準急、■普通
知多武豐（KC16）－富貴（KC17）－河和口（KC18）
 知多新線
■特急、□快速急行、■急行、■普通
（知多半田站方向－）富貴（KC17）－（別曾池信號場）－上野間（KC20）

## 外部連結
- 富貴 - 名古屋鐵道